# 泥

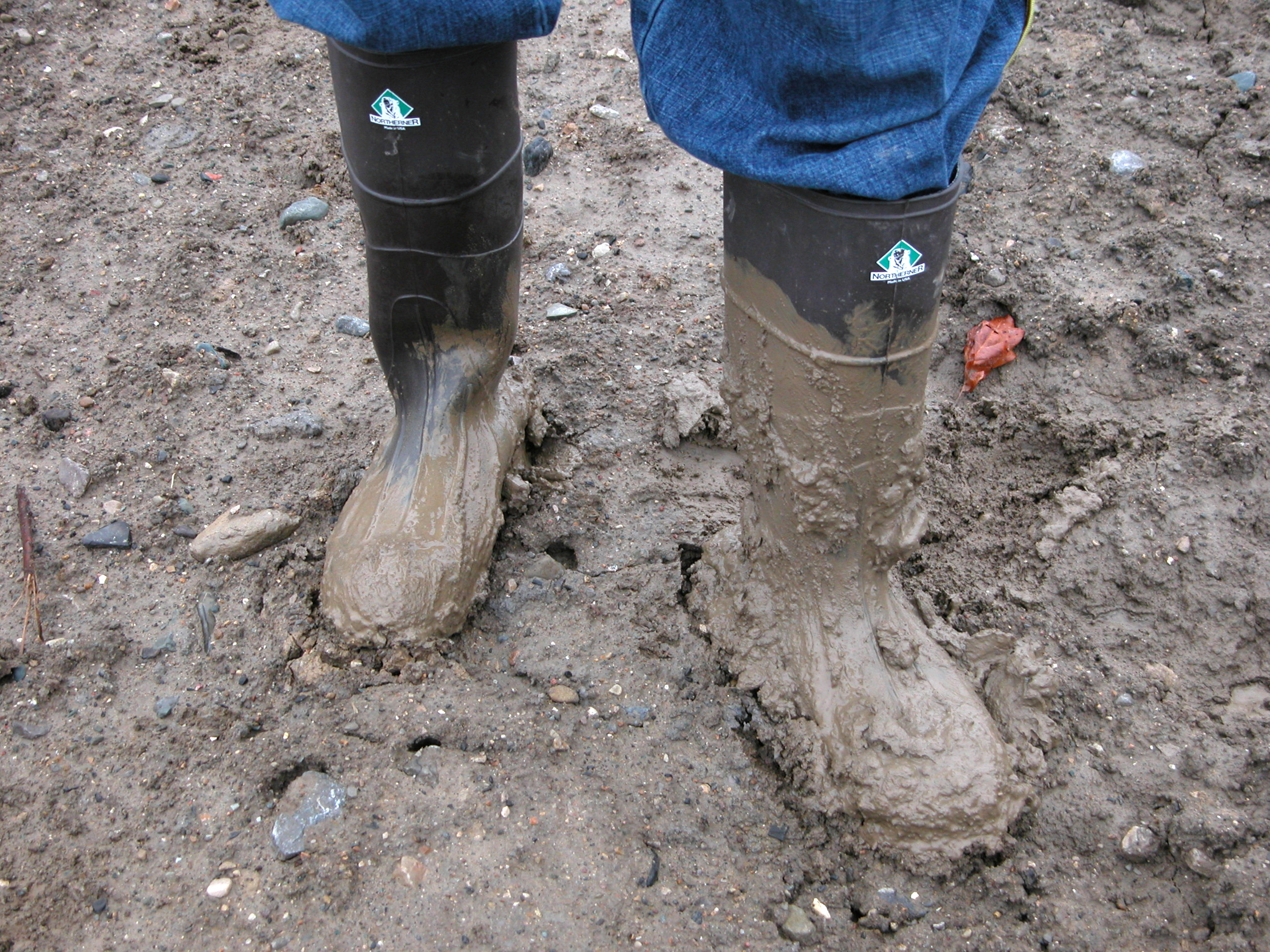
泥。

泥（どろ、英: mud）とは、一般的には、水と混じった液状の土のことを指す。

## 地質学における泥
地質学の定義では、岩石が風化・浸食・運搬され生じた陸源の砕屑物のうち、礫や砂よりも細かいものをいう。その分類は粒子の粒径によって決められており、1/16mm以下のものを泥と呼ぶ。
泥は必要に応じてさらに細かく分類され、1/16mm（62.5µm）〜1/256mm（4µm）のものをシルト、それ以下のものを粘土と呼ぶ。
泥が続成作用により固結してできた堆積岩を、泥岩あるいは泥質岩といい、これには構成粒子のサイズや構造の違いによって、シルト岩と粘土岩、頁岩などと呼ばれるものが含まれる。

## その他の意味
- 中国の言い伝えにある動物。南海に棲息し、骨が無く、水中にいないと酔って泥のようになってしまうため、その名がついたという。「泥酔」の語源とされる。[2]
- 泥棒のことを略して泥、ドロと呼ぶことがある。
- 「顔に泥を塗る」 - 恥をかかせたり、面目を失わせること。
- 泥（でい） - 金や銀、プラチナなどの金属箔を粉状にし、にかわや水飴に練り合わせて作る絵具[3]。
- Android（アンドロイド）を指す日本のネットスラング。OSの名称だが、この場合はスマートフォンを指すことが多い。